# Баришполець Андрій Вадимович
Андрій Вадимович Баришполець (нар. 16 січня 1991) — український шахіст, гросмейстер (2013). 

## Біографія
Випускник Національного університету «Києво-Могилянська академія». Багаторазовий учасник командних чемпіонатів України. Найкращий результат показав у 2013 році у складі команди «Авангард Київ»: виграв бронзову медаль чемпіонату, а також «золото» в індивідуальному заліку, показавши найкращий результат на першій дошці. У 2013 році також взяв участь у 82-му чемпіонаті України з шахів (посів 11-те місце).
Переможець 10-го меморіалу Набокова.
Виграв 13-й Parsvanth International Grandmasters Chess Tournament 16 січня 2015 року. Він переміг Діпана Чаккраварті (Індія) у фінальному раунді турніру.
У липні 2016 року він посів друге місце на XXXVI Obert Internacional d'Escacs «Villa de Benasque» з 8½ очками в 10 іграх.
2022 року був зареєстрований кандидатом у президенти ФІДЕ

## Таблиця результатів
| Рік         | Місто   | Турнір                 | + | − | = | Результат | Місце |
| ----------- | ------- | ---------------------- | - | - | - | --------- | ----- |
|             |         |                        |   |   |   | з         |       |
| 2012        | Київ    | 10-й меморіал Набокова | 5 | 1 | 3 | 6½ з 9    | 1     |
|             | Воронеж | Міжнародний турнір     | 6 | 1 | 2 | 7 із 9    | [ 6 ] |
| 2012 / 2013 | Краків  |                        | 5 | 1 | 3 | 6½ з 9    | [ 7 ] |
|             |         |                        |   |   |   | з         |       |

## Зміни рейтингу
| На цьому місці має відображатися графік чи діаграма, однак з технічних причин його відображення наразі вимкнено. Будь ласка, не видаляйте код, який викликає це повідомлення. Розробники вже працюють для того, щоби відновити штатне функціонування цього графіка або діаграми. | |
| | На цьому місці має відображатися графік чи діаграма, однак з технічних причин його відображення наразі вимкнено. Будь ласка, не видаляйте код, який викликає це повідомлення. Розробники вже працюють для того, щоби відновити штатне функціонування цього графіка або діаграми. |